# Чёрнбрун
Чёрнбрун (швед. Tjörnbron) — автодорожный вантовый мост через Аскерё-фьорд, соединяющий шведские острова Челльён и Альмён (Бохуслен).
Является самым длинным из трёх мостов, последовательно соединяющих остров Чёрн с континентом. Благодаря длине главного пролёта в 386 м является самым длинным вантовым мостом Швеции.
Существующий мост построен в 1980—1981 годах взамен арочного Альмёнского моста, разрушенного при столкновении с сухогрузом в 1980 году.

## Альмёбрун
Стальной арочный мост с ездой поверху, был открыт для движения 15 июня 1960 года. В строительстве моста участвовали немецкий концерн Krupp и шведская компания Skånska Cementgjuteriet. На момент открытия это был самый длинный арочный мост в мире. Мост был спроектирован для пропуска 12 тысяч автомобилей в сутки.
Главный пролет моста, равный 278 м, был перекрыт двумя параллельно расположенными бесшарнирными стальными арками. Исходя из аэродинамических соображений, их сечения были приняты трубчатыми. Диаметр труб — 3,8 м, толщина стенок — от 14 до 22 мм. Арки составлены из прямых звеньев длиной от 7,1 до 9,1 м. Надарочное строение было выполнено из тонких трубчатых стоек. Стойки железобетонных эстакад также имели трубчатое сечение — их диаметр равен 1 м, а высота доходила до 37 м. Стальные арки собирали путем подвески монтируемых элементов к временным кабелям. В композиции моста ярко и последовательно воплотились конструктивные и стилистические тенденции, свойственные этапу в эволюции мостов 1960-х гг.

### Катастрофа 1980 года
18 января 1980 года в 01:30 ночи либерийский сухогруз «Star Clipper» водоизмещением 27 тыс. тонн в условиях тумана задел арку моста, после чего центральный пролет рухнул на судно. Власти не успели в достаточной мере оперативно перекрыть автомобильное движение, в результате чего семь машин рухнуло в пролив, при этом погибло восемь человек.
В рекордно короткие сроки мост был перестроен и уже 9 ноября 1981 г. он был вновь открыт для движения королём Карлом XVI Густавом.

## Конструкция

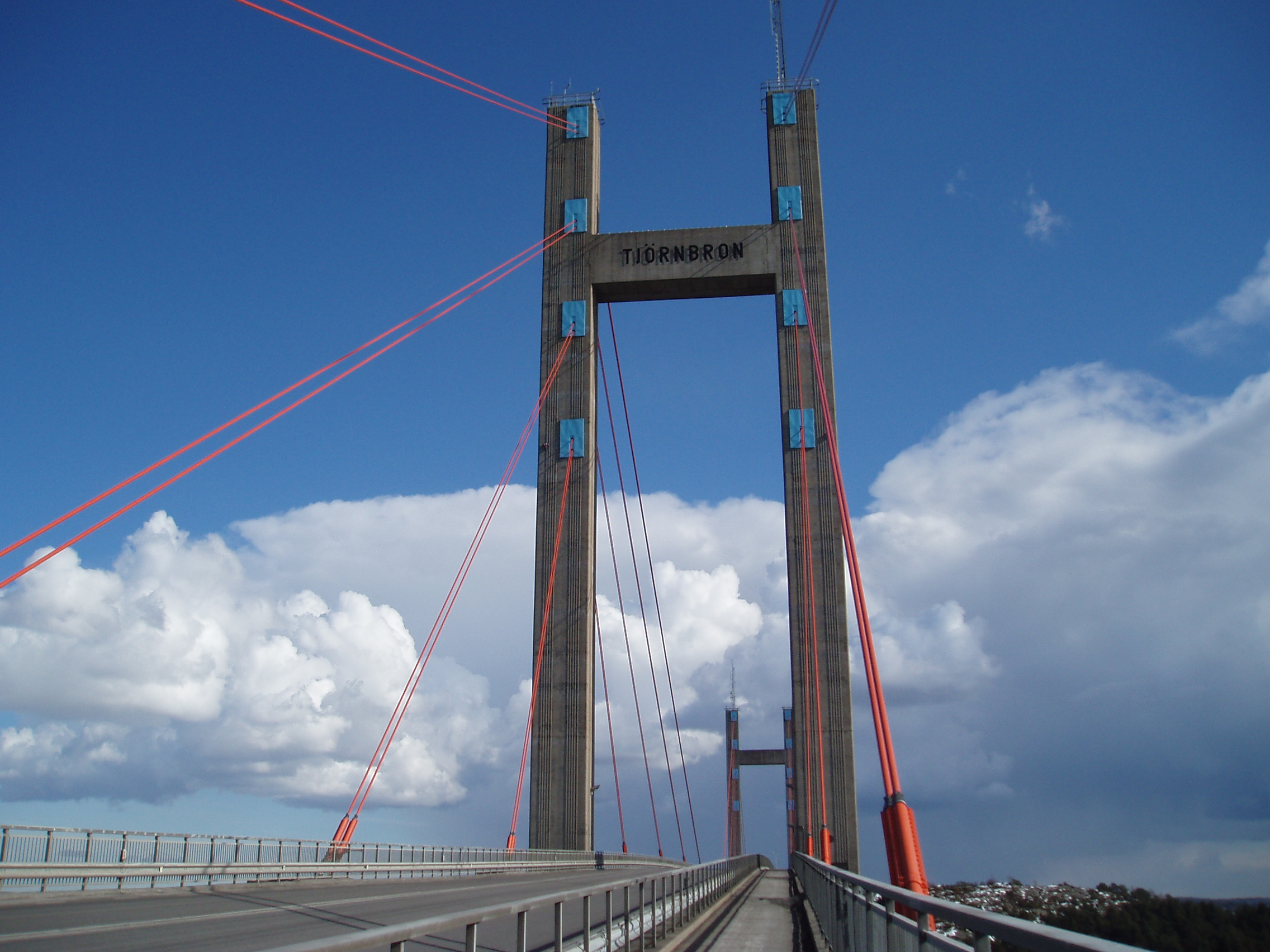
Пилон моста

Мост вантовый, двухпилонный. Общая длина составляет 667 м, длина главного пролёта — 386 м. Возвышение низа конструкции моста над расчетным судоходным уровнем — 45,7 м. Ширина моста — 15,2 м.
Пилоны моста П-образные, имеют две железобетонные стойки прямоугольного коробчатого сечения. Высота пилонов — 113,6 м. Оси их вертикальны. Внутри пилонов имеются лестницы для обслуживающего персонала. Стойки соединены между собой поперечной железобетонной распоркой. С каждой стороны к пилону подходят по 4 ванты. Ванты проходят в двух вертикальных плоскостях. Состоят из канатов, сформированных из высокопрочной стальной проволоки. Балка жесткости опирается на пилон через железобетонную поперечную балку. Главный пролет — стальная балка жесткости коробчатого сечения. Боковые пролеты — железобетонные. На мосту располагаются две полосы движения и два тротуара. Тротуары отделёны от проезжей части металлическим силовым ограждением барьерного типа.